# Medaille zur Erinnerung an den 1. Oktober 1938

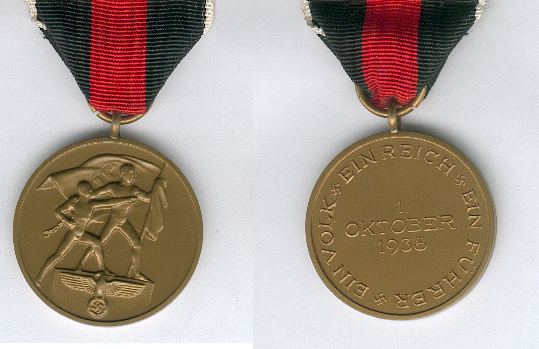
Medaille zur Erinnerung an den 1. Oktober 1938

Flagge des Sudetenlands

Die Medaille zur Erinnerung an den 1. Oktober 1938, umgangssprachlich auch Sudetenland-Medaille genannt, wurde nach dem Münchner Abkommen 1938 von Adolf Hitler gestiftet. Das Abzeichen zählt in Deutschland zu den verfassungsfeindlichen Propagandamitteln. Das Herstellen, öffentliche Tragen oder Verbreiten ist gemäß § 86a StGB verboten.

## Im Nationalsozialismus
Die Eingangsworte der Stiftungsverordnung lauteten:

„Zum sichtbaren Ausdruck meiner Anerkennung und meines Dankes für Verdienste um die Wiedervereinigung der sudetendeutschen Gebiete mit dem Deutschen Reich stifte ich die Medaille zur Erinnerung an den 1. Oktober 1938. Die Einzelheiten bestimmt die Satzung.“

### Satzungsinhalt

#### Verleihungszweck
Dem im Sinne der nationalsozialistischen Politik feierlich als „Wiedervereinigung“ bezeichneten, expansionistischen Erfolg der Eingliederung des mehrheitlich von Deutschen bewohnten Sudetengebietes an das Deutsche Reich sollte mit einer Medaille gedacht werden, verliehen an Personen, die sich hierum besondere Verdienste erworben hatten. Am 1. Mai 1939 erfuhr dieser Punkt eine Erweiterung. So konnten ab diesem Zeitpunkt auch Personen mit der Medaille geehrt werden, die sich anlässlich der Schaffung des Protektorat Böhmen und Mähren am 15. März 1939 Verdienste erworben hatten.

#### Vorschlagsberechtigung und Aushändigungsverfahren
Die Vorschläge, welche zur Verleihung der Medaille führen sollten, wurden vom Reichsminister des Innern und für Angehörige der Wehrmacht vom Chef des Oberkommandos der Wehrmacht aufgestellt und Hitler durch den Chef der Präsidialkanzlei der Ordenskanzlei vorgelegt. Der Beliehene erhielt mit Übergabe der Medaille ein Besitzzeugnis. Die Medaille selber ging dabei in sein Eigentum über. Eine Rückgabepflicht im Falle seines Todes bestand für die Hinterbliebenen nicht.

### Stiftung der Spange

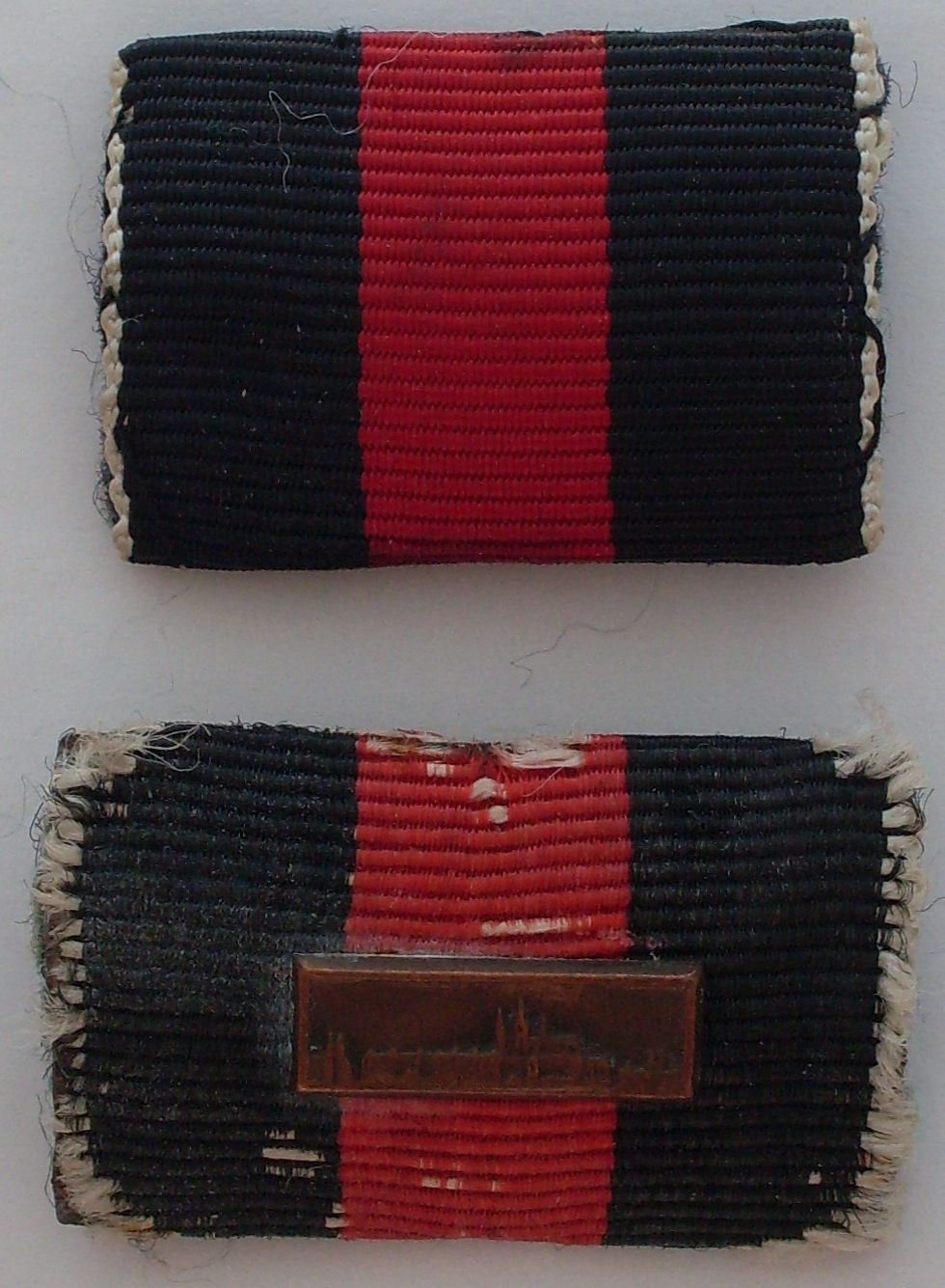
Einzelbandspangen zur Medaille mit und ohne Spange

Am 1. Mai 1939 erfolgte dann in Erweiterung der bisherigen Verordnung vom 18. Oktober 1938 die Stiftung der „Spange zur Medaille zur Erinnerung an den 1. Oktober 1938“, umgangssprachlich „Spange Prager Burg“.
Deren Verleihungsvoraussetzung war, dass diejenigen Personen, denen bereits für die Verdienste um die „Wiedervereinigung“ des Sudetenlandes mit dem Deutschen Reich die Medaille verliehen worden war, zusätzlich die Spange erhalten konnten wenn:
- diese Personen sich anlässlich der Schaffung des Protektorats Böhmen und Mähren (am 15. März 1939) ebenfalls Verdienste im Rahmen dieser Schaffung erworben hatten.[7]

Im Klartext hieß das:
- Medaille: für Verdienste um die „Wiedervereinigung“ des Sudetenlandes mit dem Deutschen Reich
- Spange: Medaille bereits verliehen und Verdienste um die Schaffung des Protektorats Böhmen und Mähren.

### Aussehen, Beschaffenheit und Trageweise

#### Medaille
Die von dem Künstler Richard Klein entworfene Medaille mit einem Durchmesser von 32 mm ist dunkelbronzefarben getönt und zeigt auf ihrer Vorderseite zwei männliche Gestalten, die die Heimkehr des Sudetenlandes symbolisieren. Dabei stellt die hintere Person auf dem Sockel das Großdeutsche Reich dar, welches die zweite Person (das Sudetenland), den Arm um deren Schulter legend, auf das Podest heraufzieht. Die Rückseite zeigt mittig den erhaben geprägten dreizeiligen Schriftzug: 1. / OKTOBER / 1938. Umgeben ist dieser Schriftzug von der Umschrift: EIN VOLK ° EIN REICH ° EIN FÜHRER. Getragen wurde die Medaille an einem schwarz-rot-schwarzen (die Farben des Sudetenlandes) 30 mm breiten Band, welches weiß gesäumt war an der linken Brustseite.

#### Spange

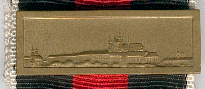
Spange „Prager Burg“

Der Entwurf zur Spange stammt ebenfalls von Richard Klein, sie ist bronziert und hat die Maße: 11 × 31 mm. Es gibt jedoch auch kleinere Varianten, insbesondere bei der Bandauflage auf einem Dreiecksband. Die Spange zeigt auf ihrer Vorderseite das Relief der Prager Burg, den „Regierungssitz“ des Protektorats. Auf der Rückseite befinden sich zwei angelötete Splinte oder Biegelaschen, die durch das Ordensband gestochen und an der Rückseite gebogen wurden. Die Bandschnalle unterschied sich im Gegensatz zur Medaille nur in einer aufgelegten Miniatur der Spange. Im Übrigen wurde bei der Verleihung der Spange zur Medaille nicht noch einmal die Medaille selbst verliehen, sondern nur das Auflagestück. Jedoch bei Erstverleihung beide Stücke zusammen.

### Verleihungszahlen
- Medaille: 1.162.617
- Spange: 134.563

## Seit 1957: Verfassungsfeindliches Abzeichen
Die Medaille zur Erinnerung an den 1. Oktober 1938 gehört zu den nationalsozialistischen Orden, deren Führung in Deutschland nach dem Gesetz über Titel, Orden und Ehrenzeichen von 1957 in keiner Form zulässig ist.